# Place Mahmoud-Darwich
La place Mahmoud-Darwich est une place située dans le quartier de la Monnaie du 6e arrondissement de Paris.

## Situation et accès
La place Mahmoud-Darwich longe le quai Malaquais. Avant 2010, cette place faisait partie du quai.

## Origine du nom
Cette place porte le nom de l'écrivain et poète palestinien Mahmoud Darwich (1941-2008) qui vécut notamment à Paris.
La place est inaugurée le 14 juin 2010 en présence de Mahmoud Abbas, président de l’Autorité palestinienne à l'occasion de sa visite en France, et de Bertrand Delanoë, maire de Paris.

## Historique
Cette place a été créée sur l'espace des voies qui la bordent et prend son nom actuel en avril 2010, sur décision du Conseil de Paris.

## Bâtiments remarquables et lieux de mémoire
- Aile de l'Académie française.
- Le 14 juillet 1885 est inaugurée sur la place une statue de Voltaire par Joseph-Michel Caillé. À une époque où la Troisième République cherche à valoriser dans la pierre des figures des Lumières, le littéraire Voltaire a par la suite comme pendant le scientifique Condorcet, dont la statue est élevée en 1894 de l'autre côté de l'Institut de France, quai de Conti. Les deux statues sont fondues sous l'Occupation. En 1945, une nouvelle statue de Voltaire, en pierre cette fois-ci, est commandée à Léon-Ernest Drivier et doit être installée sur la place. Finalement, elle est placée en 1962 non loin de là, square Honoré-Champion. En 1992, sur l'actuelle place Mahmoud-Darwich, c'est La République de Jean-François Soitoux qui est installée[4]. Entre 1880 et 1962, elle se trouvait devant l'Institut.

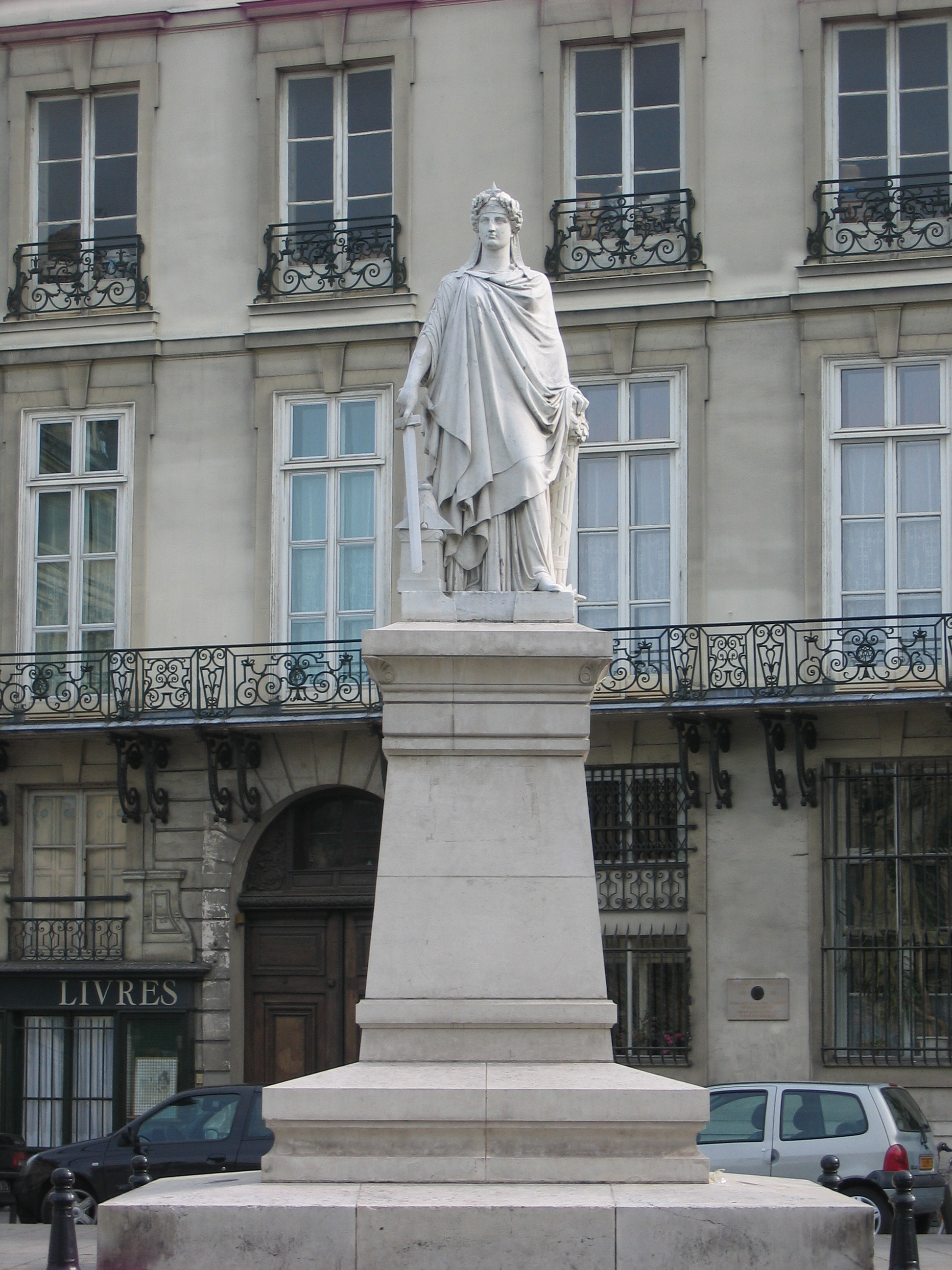
Statue La République.